# Huasaga
 (mai 2023).
La mise en forme du texte ne suit pas les recommandations de Wikipédia : il faut le « wikifier ».
Les points d'amélioration suivants sont les cas les plus fréquents. Le détail des points à revoir est peut-être précisé sur la page de discussion.
- Les titres sont pré-formatés par le logiciel. Ils ne sont ni en capitales, ni en gras.
- Le texte ne doit pas être écrit en capitales (les noms de famille non plus), ni en gras, ni en italique, ni en « petit »…
- Le gras n'est utilisé que pour surligner le titre de l'article dans l'introduction, une seule fois.
- L'italique est rarement utilisé : mots en langue étrangère, titres d'œuvres, noms de bateaux, etc.
- Les citations ne sont pas en italique mais en corps de texte normal. Elles sont entourées par des guillemets français : « et ».
- Les listes à puces sont à éviter, des paragraphes rédigés étant largement préférés. Les tableaux sont à réserver à la présentation de données structurées (résultats, etc.).
- Les appels de note de bas de page (petits chiffres en exposant, introduits par l'outil «  Source ») sont à placer entre la fin de phrase et le point final[comme ça].
- Les liens internes (vers d'autres articles de Wikipédia) sont à choisir avec parcimonie. Créez des liens vers des articles approfondissant le sujet. Les termes génériques sans rapport avec le sujet sont à éviter, ainsi que les répétitions de liens vers un même terme.
- Les liens externes sont à placer uniquement dans une section « Liens externes », à la fin de l'article. Ces liens sont à choisir avec parcimonie suivant les règles définies. Si un lien sert de source à l'article, son insertion dans le texte est à faire par les notes de bas de page.
- La présentation des références doit suivre les conventions bibliographiques. Il est recommandé d'utiliser les modèles {{Ouvrage}}, {{Chapitre}}, {{Article}}, {{Lien web}} et/ou {{Bibliographie}}. Le mode d'édition visuel peut mettre en forme automatiquement les références.
- Insérer une infobox (cadre d'informations à droite) n'est pas obligatoire pour parachever la mise en page.

Pour une aide détaillée, merci de consulter Aide:Wikification.
Si vous pensez que ces points ont été résolus, vous pouvez retirer ce bandeau et améliorer la mise en forme d'un autre article.
 (août 2023).
Huasaga, également connue sous le nom de Cab. en Wampuik, est une paroisse rurale située dans le canton de Taisha, dans la province de Morona Santiago, dans la région amazonienne de l'Équateur. La paroisse a été officiellement créée le 20 février 1989 et s'étend sur 124 574,89 hectares. La population de la paroisse est estimée à environ 2 000 habitants, selon les données de l'Institut national de statistique et de recensement (INEC) de l'Équateur,,,,.

## Géographie et climat
Huasaga se trouve à une altitude de 450 mètres au-dessus du niveau de la mer et son climat est tropical humide avec des pluies tout au long de l'année. La paroisse est entourée par les rivières Huasaga, Pastaza et Morona, qui sont d'importantes sources d'eau et de vie pour la région.

## Histoire
La communauté de Wampuik, aujourd'hui connue sous le nom de siège de la paroisse de Huasaga, a été fondée en 1969 par un groupe de personnes dirigé par Vicente Senkuan, Taki Senkuan, Kayap Shimpiu, Saap Shimpiu, Tarir Tiriats et Chayat Jirnant. Ces habitants de la région vivaient sur les rives de la rivière Wampuik et, avec l'arrivée du missionnaire Luis Bolla, ils ont commencé à participer activement au processus de création de la paroisse de Huasaga.
La communauté et d'autres habitants de la région se sont impliqués dans la création de la paroisse, qui a finalement été officiellement reconnue comme l'une des cinq paroisses du canton de Taisha le 20 février 1989. C'est pourquoi la communauté de Wampuik est considérée comme le siège de la paroisse de Huasaga.

## Économie
L'économie de Huasaga repose principalement sur l'agriculture, la pêche et l'artisanat. La paroisse dispose d'une grande variété de produits agricoles tels que les bananes, le manioc, les papayes, les oranges et les ananas. La pêche est une autre activité importante dans la région, et les rivières locales regorgent de différentes espèces de poissons.

## Culture et tourisme
Huasaga est connue pour sa riche biodiversité et pour faire partie de la région amazonienne de l'Équateur, caractérisée par sa végétation luxuriante et sa faune sauvage. De plus, cette paroisse abrite diverses ethnies achuar qui préservent leurs traditions et coutumes ancestrales. Les touristes peuvent visiter la région pour explorer la nature et la culture locale, profiter de la pêche et d'autres activités de plein air, et acheter des artisanats et des produits locaux sur les marchés et dans les magasins de la région.